# U-805
| U-805                                   | U-805                                                                      | U-805                                                                      |
| --------------------------------------- | -------------------------------------------------------------------------- | -------------------------------------------------------------------------- |
|                                         |                                                                            |                                                                            |
|                                         |                                                                            |                                                                            |
| U-805 ескортують до Портсмутської верфі |                                                                            |                                                                            |
| Під прапором                            | Третій рейх                                                                | Третій рейх                                                                |
| Спуск на воду                           | жовтень 1943 року                                                          | жовтень 1943 року                                                          |
| Виведений зі складу флоту               | 15 травня 1945 року                                                        | 15 травня 1945 року                                                        |
| Сучасний статус                         | затоплений                                                                 | затоплений                                                                 |
| Проєкт                                  |                                                                            |                                                                            |
| Тип ПЧ                                  | Дизельний підводний човен                                                  | Дизельний підводний човен                                                  |
| Основні характеристики                  |                                                                            |                                                                            |
| Швидкість (надводна)                    | 19 вузлів                                                                  | 19 вузлів                                                                  |
| Швидкість (підводна)                    | 7,3 вузла                                                                  | 7,3 вузла                                                                  |
| Гранична глибина занурення              | 230 м                                                                      | 230 м                                                                      |
| Екіпаж                                  | 48 осіб                                                                    | 48 осіб                                                                    |
| Розміри                                 |                                                                            |                                                                            |
| Довжина найбільша (по КВЛ)              | 76,8 м                                                                     | 76,8 м                                                                     |
| Ширина корпусу найб.                    | 6,9 м                                                                      | 6,9 м                                                                      |
| Висота                                  | 9,6 м                                                                      | 9,6 м                                                                      |
| Середня осадка (по КВЛ)                 | 4,7 м                                                                      | 4,7 м                                                                      |
| Водотоннажність надводна                | 1144 т                                                                     | 1144 т                                                                     |
| Озброєння                               |                                                                            |                                                                            |
| Артилерія                               | 1 × 88-мм палубна гармата SK C/32                                          | 1 × 88-мм палубна гармата SK C/32                                          |
| Торпедно- мінне озброєння               | 4 носових і два кормових ТА. 22 торпеди або 44 міни TMA чи 66 TMB          | 4 носових і два кормових ТА. 22 торпеди або 44 міни TMA чи 66 TMB          |
| ППО                                     | 1 × 37-мм зенітна гармата SKC/30 2 (1 × 2) × 20-мм зенітні гармати FlaK 30 | 1 × 37-мм зенітна гармата SKC/30 2 (1 × 2) × 20-мм зенітні гармати FlaK 30 |

U-805 — німецький підводний човен типу IXC/40, часів Другої світової війни.
Замовлення на будівництво човна віддане 10 квітня 1941 року. Човен заклали на верфі «Deutsche Schiff- und Maschinenbau» у Бремені 24 грудня 1942 року під заводським номером 363, спущений на воду у жовтні 1943 року, 12 лютого 1944 року увійшов до складу 4-ї флотилії. За час служби також входив до складу 33-ї флотилії. Єдиним командиром підводного човна був капітан-лейтенант Ріхард Бернарделлі.
За час служби човен зробив 1 бойовий похід, у якому не потопив та не пошкодив жодного судна.
Капітулював 15 травня 1945 року у Портсмуті, США. Потоплений 8 лютого 1946 року біля Кейп-Код американським підводним човном «Сіраго».